# Alexander Alexandrowitsch Sawjalow
Alexander Alexandrowitsch Sawjalow (russisch Александр Александрович Завьялов, wiss. Transliteration Aleksandr Aleksandrovič Zav'jalov; * 2. Juni 1955 in Moskau) ist ein ehemaliger sowjetischer/russischer Skilangläufer.

## Werdegang
Sawjalow trat international erstmals bei der Winter-Universiade 1978 in Špindlerův Mlýn in Erscheinung. Dort holte er die Goldmedaille über 30 km und mit der Staffel. Im Jahr 1980 gewann er bei den Olympischen Winterspielen, die gleichzeitig als Weltmeisterschaften ausgetragen wurden, die Bronzemedaille über die 50 Kilometer klassisch. Anfang März 1980 siegte er bei den Lahti Ski Games über 15 km. Im folgenden Jahr wurde er Zweiter beim Holmenkollen Skifestival über 50 km. Bei den Nordischen Skiweltmeisterschaften 1982 gewann er hinter dem Norweger Oddvar Brå die Silbermedaille über die 15 Kilometer Freistil. Im Staffelwettbewerb belegte er mit seinem Team und den zeitgleichen Norwegern Platz 1. Zwei Jahre später erkämpfte Sawjalow zwei Silbermedaille bei den Olympischen Winterspielen in Sarajevo. Über die 30 Kilometer Freistil wurde er nur von seinem Landsmann Nikolai Simjatow bezwungen. Im Staffelwettbewerb unterlag die sowjetische Mannschaft knapp der schwedischen Staffel.
Des Weiteren gewann Sawjalow 1981 und 1983 die Gesamtwertung des Skilanglauf-Weltcups. Bei sowjetischen Meisterschaften siegte er zweimal mit der Staffel (1979, 1982) und einmal über 30 km (1983).

### Weltcupsiege im Einzel
| Nr. | Datum            | Ort      | Disziplin             |
| --- | ---------------- | -------- | --------------------- |
| 1.  | 10. Februar 1983 | Sarajevo | 15 km Individualstart |
| 2.  | 26. Februar 1983 | Falun    | 30 km Individualstart |
| 3.  | 4. März 1983     | Lahti    | 15 km Individualstart |

## Weltcup-Gesamtplatzierungen
| Saison  | Platz | Punkte |
| ------- | ----- | ------ |
| 1981/82 | 15.   | 49     |
| 1982/83 | 1.    | 122    |
| 1983/84 | 15.   | 48     |